# رودا-خوتا
رودا-خوتا (به لهستانی:  Ruda-Huta) یک روستا در لهستان است که در گمینا رودا-خوتا واقع شده‌است. رودا-خوتا ۱٬۰۷۶ نفر جمعیت دارد.